# Alochera flavipes
Alochera flavipes är en stekelart som först beskrevs av Johann Ludwig Christian Gravenhorst 1829.  Alochera flavipes ingår i släktet Alochera, och familjen brokparasitsteklar. Arten är reproducerande i Sverige.